# هاب یواس بی

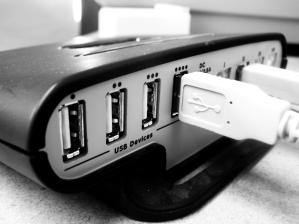
یک هاب USB چهار پورت

هاب یواس‌بی دستگاهی است که پورت گذرگاه سریال جهانی (USB) را به چندین پورت گسترش می‌دهد تا درگاه‌های بیشتری برای اتصال دستگاه‌ها به سیستم میزبان، شبیه به یک سیم‌سیار، در دسترس باشد. همه دستگاه‌های متصل شده از طریق یک هاب یواس‌بی، پهنای باند موجود در آن هاب را به اشتراک می‌گذارند.
هاب‌های یواس‌بی از لحاظ فیزیکی مجزا به شکل‌های مختلفی هستند: از جعبه‌های خارجی (شبیه به هاب اترنت یا شبکه) گرفته تا طرح‌های کوچکی که می‌توانند مستقیماً به یک پورت یواس‌بی وصل شوند.
هاب‌های «کابل کوتاه» معمولاً از یک کابل یکپارچه ۶ اینچی (۱۵ سانتی‌متری) استفاده می‌کنند تا کمی فاصله یک هاب کوچک را از تراکم پورت فیزیکی دور کند و تعداد پورت‌های موجود را افزایش دهد.
تقریباً همه رایانه‌های لپ‌تاپ جدید به پورت‌های یواس‌بی مجهز هستند، اما یک هاب یواس‌بی خارجی می‌تواند چندین دستگاه مانند ماوس، صفحه کلید یا چاپگر را در یک هاب واحد جمع کند تا امکان اتصال یک مرحله‌ای و حذف همه دستگاه‌ها را فراهم کند.
به‌طور ساده هاب یواس‌بی یک دستگاه سخت‌افزاری است که امکان می‌دهد تعداد بیشتری دستگاه یواس‌بی را به یک پورت یواس‌بی متصل کرد. به عبارت ساده‌تر، اگر کامپیوتر یا لپ‌تاپ فقط چند پورت یواس‌بی داشته باشد و چندین دستگاه مانند ماوس، کیبورد، فلش درایو یا چاپگر را همزمان متصل شوند، می‌توان از هاب یواس‌بی استفاده کرد.

## مشخصات فیزیکی
این دستگاه معمولاً به شکل یک جعبه کوچک با چندین پورت یواس‌بی است و به یک درگاه یواس‌بی اصلی در دستگاه متصل می‌شود. هاب‌های یواس‌بی در دو نوع وجود دارند:
1. هاب یواس‌بی  فعال (Powered USB Hub): این نوع هاب‌ها دارای منبع تغذیه خارجی هستند و می‌توانند برق بیشتری برای دستگاه‌های متصل فراهم کنند. مناسب برای دستگاه‌های پرمصرف مانند هارد دیسک‌های خارجی یا پرینترها.
2. هاب یواس‌بی غیرفعال (Non-Powered USB Hub): این نوع هاب‌ها از برق درگاه یواس‌بی اصلی تغذیه می‌شوند و برای دستگاه‌های کم مصرف مانند فلش مموری یا ماوس مناسب‌تر هستند.